# Carro Quemado
Carro Quemado est une localité rurale argentine située dans le département de Toay et dans la province de La Pampa. Sa zone rurale s'étend également sur deux secteurs du département de Toay.

## Histoire
Le lieu était connu sous le nom de Liu Carreta, qui, selon les chercheurs en toponymie, signifie « charrette blanche ». Elle a été fondée le 5 octobre 1924 par Angel Norverto Téllez de Meneses, Fermín et Ceferino Huarte et Vicente Pascual García. Le principal pionnier est Angel Norverto Téllez de Meneses, un instituteur d'origine espagnole, qui, quelques années après la fondation, a déménagé au nord de La Pampa. Il s'est installé à Arata, où il a également participé activement, pendant des décennies, en tant qu'enseignant à des institutions.
Le village est situé dans les lots centre-est du département de Loventué. Créé à l'écart des voies ferrées, au sud de Victorica, Carro Quemado a longtemps été contraint d'utiliser les routes précaires de cette région pour communiquer, jusqu'au jour où l'asphalte est arrivé.
La fondation en 1924 a été précédée par l'inauguration de l'école no 159 en 1922 et l'ouverture du bureau de poste. Peu après sont apparus le Registre civil, la police et la commune, d'abord la Comisión de Fomento et maintenant la municipalité. Bien que la ville ait une petite population, c'est une juridiction assez large, surtout du nord au sud. La ville dispose également d'autres institutions et services. L'électricité est fournie à Victorica par la coopérative d'électricité locale, et le club athlétique Carro Quemado est actif dans les activités sociales et sportives.

## Démographie
La localité compte 301 habitants (Indec, 2010), soit une augmentation de 11 % par rapport au précédent recensement de 2001 qui comptait 271 habitants.